# اینگرسلبن
اینگرسلبن (به آلمانی: Ingersleben) یک شهر در آلمان است که در Börde واقع شده‌است. اینگرسلبن ۱٬۴۹۱ نفر جمعیت دارد.